# Drumul european E55
E55 este un drum european de referință nord-sud care începe din Suedia de la Helsingborg, traversează Danemarca, estul Germaniei, Republica Cehă, Austria și Italia, apoi vestul Greciei, terminându-se la Kalamáta la Marea Mediterană.

## Traseu și drumuri locale
- Suedia
  -  Helsingborg–Helsingør
- Danemarca
  - Helsingør–Copenhaga–Stodstrup–Gedser
  -  Gedser–Rostock
- Germania
  -  Rostock–Wittstock/Dosse
  -  Wittstock/Dosse–Berlin (Wolfslake)
  -  Berlin (Wolfslake–Ragow)
  -  Berlin–Dresda
  -  Dresda (Hellerau–Unkersdorf)
  -  Dresda–Breitenau/Krásný Les
- Cehia
  -  Krásný Les–Teplice
  -  Teplice–Lovosice
  -  Lovosice–Praga
  -  Praga–Mirošovice
  -  Mirošovice–Mitrovice
  -  Mitrovice–Tábor
  -  Tábor–Dolní Dvořiště/Wullowitz
- Austria
  -   310  Wullowitz–Radingdorf
  -  Radingdorf–Linz
  -  Linz–Salzburg
  -  Salzburg–Villach
  -  Villach–Unterthörl/Coccau Valico
- Italia
  -  Coccau Valico–Palmanova
  -  Palmanova–Veneția
  -  Veneția–Ravenna
  -  Ravenna–Cesena
  -  Cesena–Bari
  -  Bari–Fasano
  -  Fasano–Brindisi
  -  Brindisi–Igoumenitsa
- Grecia
  -  Igoumenitsa–Vonitsa
  -  Vonitsa–Amfilochia
  -  Amfilochia–Patras
  -  Patras–Pyrgos
  - Pyrgos–Oichalia
  -  Oichalia–Kalamáta